# Ołeh Łopuszański
Ołeh (Olegard) Łopuszański (ur. 13 marca 1949 w Strzałkach) – lwowski matematyk, specjalizujący się w analizie funkcjonalnej i teorii operatorów; nauczyciel akademicki związany z Politechniką Krakowską i Uniwersytetem Rzeszowskim.

## Życiorys
Urodził się w 1949 roku w Strzałkach w obwodzie lwowskim. Po ukończeniu kolejno szkoły elementarnej i średniej podjął studia matematyczne na Uniwersytecie Lwowskim. Po ich ukończeniu uzyskał tytuł magistra. Kontynuował kształcenie się w ramach studiów doktoranckich w Laboratorium Statystyki Matematycznej im. A. Kołmogorowa Uniwersytetu Moskiewskiego. Uzyskał tam stopnie naukowe doktora w 1986 roku i doktora habilitowanego nauk matematycznych w 1994 roku. Tytuł profesora otrzymał w 1996 roku.
W 1999 roku na stałe przeprowadził się do Polski, otrzymując polskie obywatelstwo. Podjął tam pracę w Instytucie Matematyki Politechniki Krakowskiej na stanowisku profesora nadzwyczajnego. W 2005 roku przeprowadził się do Rzeszowa, zostając profesorem zwyczajnym w Instytucie Matematyki Uniwersytetu Rzeszowskiego. W latach 2007–2011 pełnił funkcje zastępcy dyrektora Instytutu Matematyki do spraw nauki. Poza tym jest kierownikiem tamtejszego Zakładu Analizy Funkcjonalnej. W 2012 roku został wybrany na stanowisko dziekana Wydziału Matematyczno-Przyrodniczego.

## Dorobek naukowy i życie prywatne
Zainteresowania naukowe Ołeha Łopuszańskiego obejmują teorię funkcji analitycznych oraz teorię spektralną operatorów na przestrzeniach Banacha. Z tej problematyki opublikował on blisko 60 prac naukowych.
W 2011 roku za osiągnięcia naukowe otrzymałem indywidualną nagrodę rektora Uniwersytetu Rzeszowskiego. Wcześniej rektor Politechniki Krakowskiej dwukrotnie uhonorował moją pracę nagrodą indywidualną.
Prywatnie mieszka w Rzeszowie z żoną Natalią, która jest doktorem habilitowanym nauk ekonomicznych i profesorem na Akademii Górniczo-Hutniczej w Krakowie oraz synem Andrzejem, doktorem nauk matematycznych i adiunktem na Uniwersytecie Rzeszowskim.
W 2020 odznaczony Złotym Krzyżem Zasługi.